# Lago del Cráter
El lago del Cráter (del inglés: Crater Lake) es un lago de cráter situado en el estado de Oregón (Estados Unidos) que forma parte de la cordillera de las Cascadas. Es el principal accidente geográfico del parque nacional del Lago del Cráter (Crater Lake National Park) y es famoso por su intenso color azul y la transparencia de sus aguas, siendo además el lago más profundo del país. El lago llena parcialmente una caldera volcánica de unos 1.220 metros de profundidad que se formó hace unos 6.850 años por el hundimiento del volcán Mazama.
El primer estadounidense de origen europeo del que se tiene constancia que llegó al lago fue John Wesley Hillman, quien lo vio el 12 de junio de 1853, y lo llamó Deep Blue Lake (lago Azul Intenso). El lago ha sido rebautizado al menos en tres ocasiones con los nombres de Blue Lake (lago Azul), Lake Majesty (lago Majestad) y finalmente Crater Lake (lago del Cráter).
El lago del Cráter es conocido por su famosa pieza de madera a la deriva llamada "Old Man of the Lake" ("Viejo hombre del Lago"). Se trata de un árbol de tamaño normal que había estado en posición vertical durante más de un siglo. Debido a la baja temperatura del agua, el árbol se mantuvo en relativo buen estado.
Aunque el lago no contaba con presencia de peces autóctonos, entre 1888 y 1941 fue poblado con variedad de especies, algunas de las cuales han logrado asentarse. En concreto se han identificado cuatro especies. El State Quarters conmemorativo de Oregón, acuñado por la Casa de Moneda de los Estados Unidos en 2005, muestra una imagen del lago del Cráter en su reverso.

## Descripción

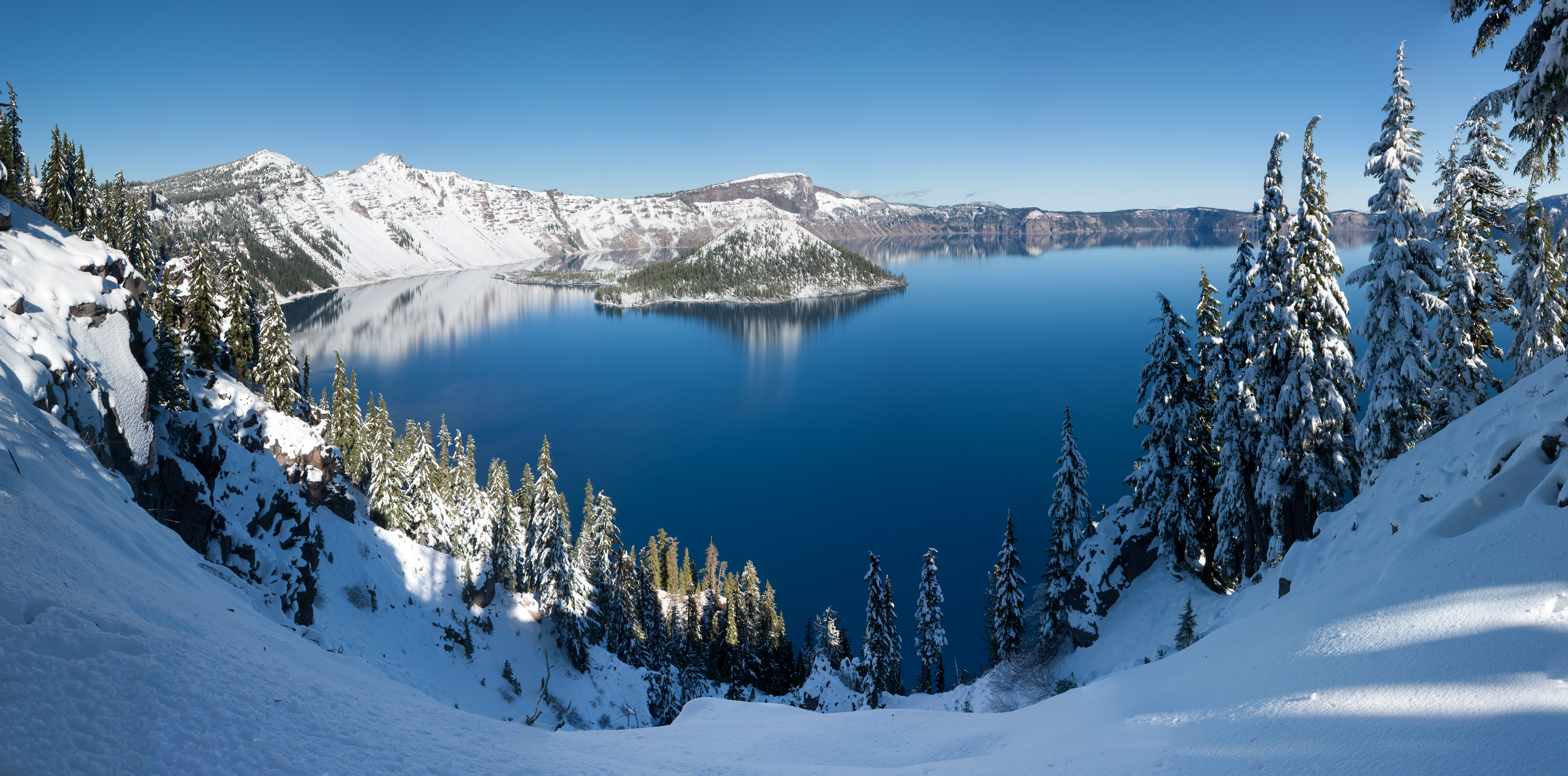
Panorama del lago en invierno

Las dimensiones del lago son de 8 por 9,6 km de largo con una profundidad media de unos 350 metros. Su punto más profundo mide 594 metros, aunque como cualquier otro lago, estos valores varían debido al clima, particularmente debido a las lluvias. Se trata del lago más profundo de los Estados Unidos, el 2.º de Norteamérica (por detrás del gran Lago del Esclavo en Canadá) y el 9.º del mundo. A menudo se cita como el séptimo lago más profundo del mundo, pero esa clasificación no tiene en cuenta ni el lago Vostok, situado a unos 4000 metros por debajo del hielo antártico, ni el lago O'Higgins/San Martín, entre Chile y Argentina.
Sin embargo, se trata del lago con una mayor profundidad media de todo el hemisferio occidental y el tercero del mundo. Además se trata del más profundo del mundo de entre los que se encuentran completamente sobre el nivel del mar, su cráter se eleva entre 2130 y 2440 metros y la altura media de la superficie del lago se encuentra a 1883 metros sobre el nivel del mar.

## Geología

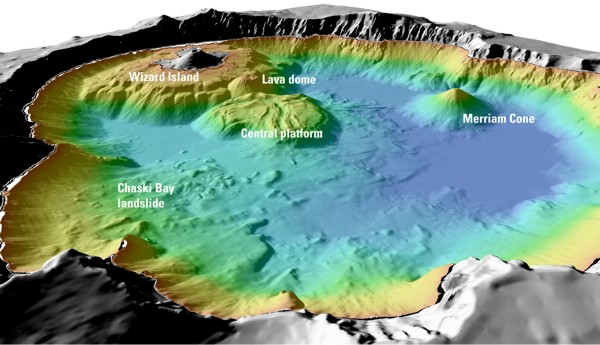
Mapa batimétrico del lago.

El monte Mazama, que forma parte de la cordillera de las Cascadas, se formó durante un periodo de al menos 400 000 años y está constituido principalmente por andesita, dacita y riodacita. La caldera fue creada tras una gigantesca erupción volcánica que provocó el hundimiento del monte Mazama alrededor del año 5700 a. C.; en aquel suceso estallaron unos 150 km³ de riodacita. 
La erupción formadora de caldera del Monte Mazama se desarrolló en 2 fases.
La primera fase comenzó con una erupción pliniana que produjo una columna eruptiva de 48 km de altura, la ceniza se extendió a 8 Estados y a 3 provincias canadienses, los depósitos de Piedra Pómez de esta fase tienen espesores de entre 6 m cerca del Monte Mazama y 30 cm a 110 km al NE.
La etapa 2 se inició cuando se produjo el colapso de la columna eruptiva, la causa puede ser por el enorme peso de la Tefra, generando flujos piroclásticos que descendieron por el flanco norte depositando Tefra desde Llao Rock hasta Redcloud Cliff, el primer flujo estaba a temperaturas sobrecalentadas cuando se depositó creando la Toba Wineclass, estos depósitos se encuentran en la vertiente norte, no se encuentran en la vertiente sur.
En ese punto, el Mazama  estaba cubierto por piedra pómez incandescente cuyo extremo peso comenzó a empujar hacia abajo la cima del volcán de un modo similar a un pistón, debido a eso la parte superior de la cámara de magma se hundió formándose aberturas concéntricas en la cumbre, la piedra pómez resultante de estas explosiones recorrió todos los flancos del volcán pasando por encima de montañas y rellenando los valles, en el lado norte, los flujos viajaron a distancias de 64 km desde el Mazama los depósitos de pómez tienen espesores que van desde 6.1 m en las zonas altas y 9.1 m en las zonas bajas, los flujos que fueron hacia el este se extendieron a distancias de 40 km , en este depósito se encuentran fragmentos líticos de piedra pómez con diámetros de 1.8 m y ceniza con espesores de entre 30 m y 61 m, los flujos que se extendieron por la vertiente sur fluyeron desde Annie Creek hasta Sun Creek depositando 76 m de material que aún no se ha erosionado, hacia el oeste los flujos se extendieron a 16 km del volcán llagando a los lagos de Klammath.
Entre 50 y 58 km³ de magma riodacítico hicieron erupción con un volumen de 150 km³ de Tefra y piroclasto expulsados, esto provocó una alteración climática global que fue mayor que la del Monte Tambora. Desde entonces, todas las erupciones del monte Mazama se han reducido a la caldera.
Posteriores erupciones volcánicas crearon una plataforma central, la isla conocida como Isla Wizard ("Isla del mago" en inglés), el Merriam Cone y otras formaciones volcánicas menores, incluyendo una cúpula de riodacita encima de la plataforma central. El suelo de la caldera ha sido cubierto por sedimentos y escombros de corrimientos de tierra.
Hubo un momento en que la caldera se enfrió, permitiendo que la lluvia y la nieve se acumulara y que finalmente se formara un lago. Después de esto, los corrimientos de tierra de los bordes de la caldera se depositaron en el fondo del lago conformando el lecho del mismo. Durante este periodo, las fumarolas y las fuentes de aguas termales eran comunes y se mantuvieron activas. Tras algún tiempo, las laderas de la caldera del lago se estabilizaron más o menos, los riachuelos restablecieron el sistema de drenaje radial de la montaña y empezaron a rebrotar densos bosques en el árido paisaje. Se estima que fueron necesarios 720 años para llenar el lago hasta su profundidad actual. Muchos de estos sucesos tuvieron lugar en un período en el que el clima prevaleciente era menos húmedo que el actual. El volcán conserva cierta actividad hidrotermal en el lecho del lago, lo que sugiere que en algún momento el Monte Mazama puede sufrir una nueva erupción.

## Calidad del agua

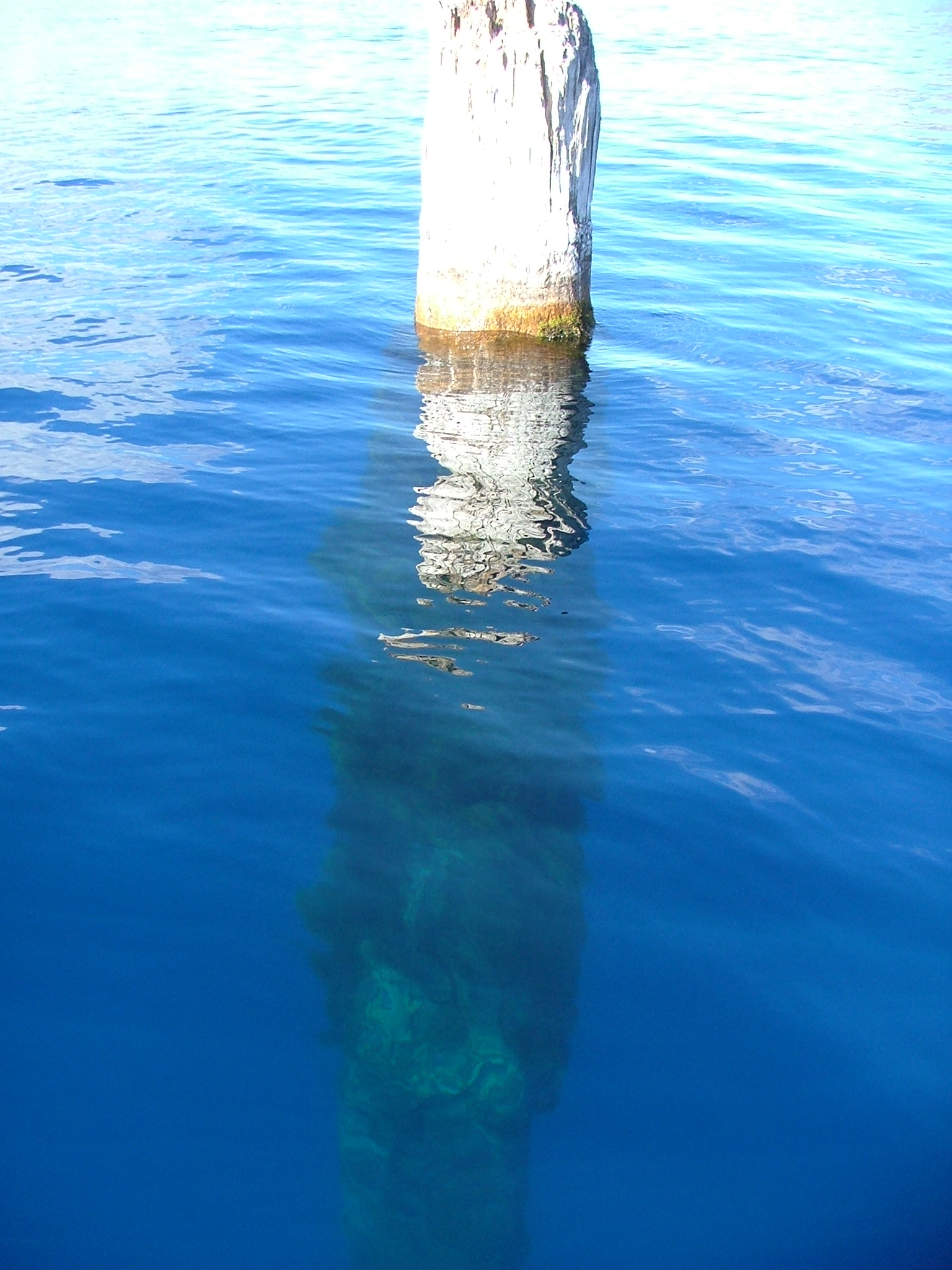
El viejo hombre del lago. El lago se caracteriza por la transparencia de sus aguas.

Las aguas del lago son unas de las más puras en términos de ausencia de contaminantes de toda Norteamérica debido a varios factores, el principal de ellos que no tiene entradas ni afluentes. Los ensayos de transparencia realizados con el disco Secchi han dado lugar a unos resultados que muestran una alta transparencia a los 20 metros de profundidad y media a los 30, valores muy elevados para una masa de agua natural. En 1997, unos científicos obtuvieron el récord de transparencia al alcanzar los 43,3 metros. La transparencia de sus aguas puede verse en la imagen del Old Man of Crater Lake, una columna basáltica que emerge desde la propia caldera, por encima del nivel del lago. Generalmente, el lago tiene niveles elevados de sales disueltas, producto de la actividad volcánica, lo que hace que el agua tenga un valor del pH básico (de 7 a 8) y una elevada conductividad.

## Importancia como lugar sagrado

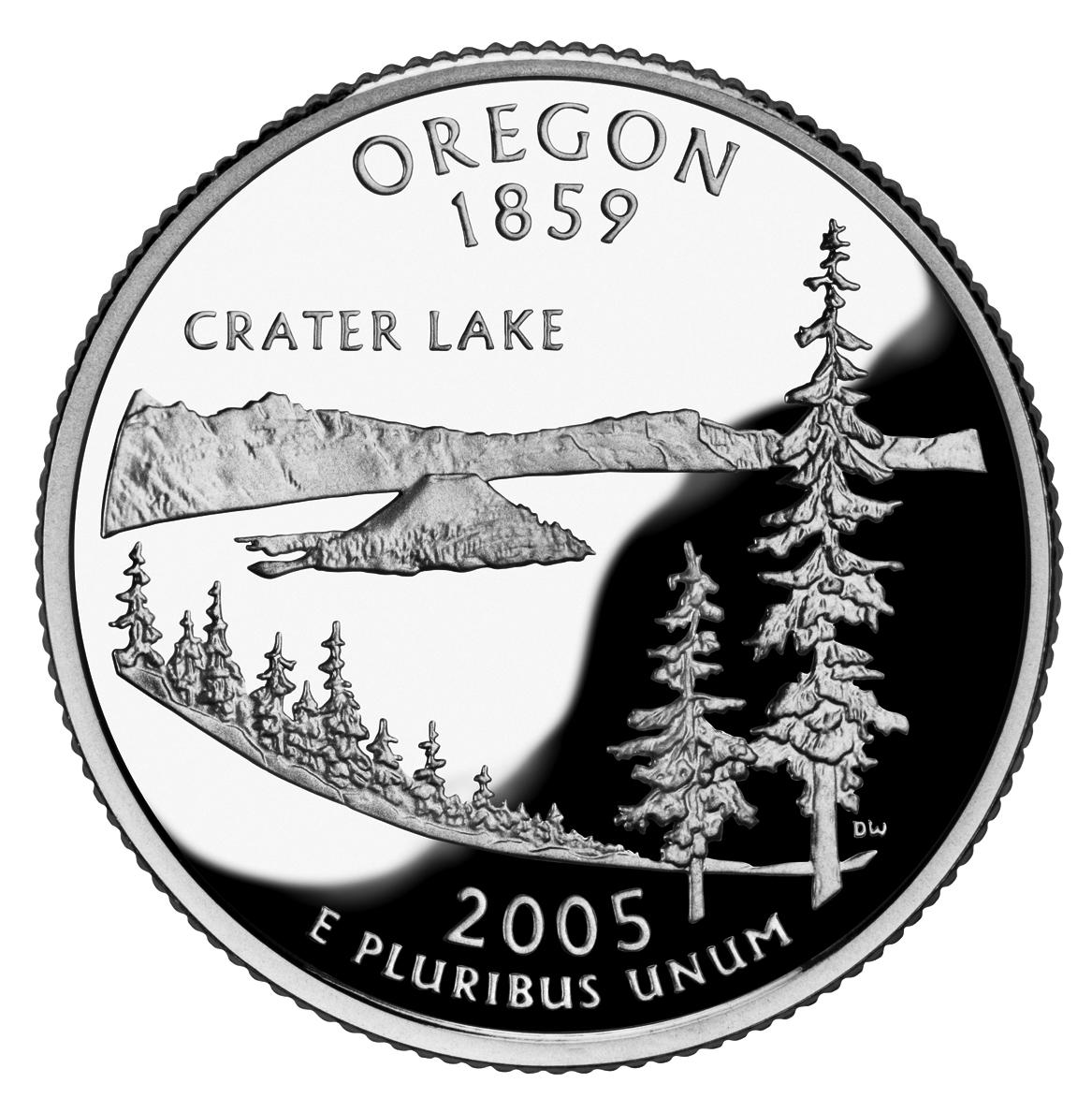
Moneda de 25 centavos conmemorativa del estado de Oregón, 2005.

Durante mucho tiempo, la tribu amerindia de los klamath, que pudo haber sido testigo del hundimiento del monte Mazama y de la formación del lago, ha considerado al lago como un lugar sagrado. Sus leyendas cuentan la historia de dos jefes que combatieron entre ellos, Llao y Skell, y que a consecuencia de su lucha se destruyó el monte Mazama, que era el hogar de Llao, y se creó el lago del cráter. Los klamath usaban el Lago del Cráter en búsquedas de visiones, en las que debían escalar las paredes de la caldera y llevar a cabo otras peligrosas tareas. Habitualmente se consideraba que aquellos que tenían éxito en este tipo de pruebas obtenían más poderes espirituales. La tribu sigue teniendo al lago en alta consideración como lugar espiritual.<ref>«Crater Lake, Oregon» (en inglés). Sacred Destinations Travel Guide. Consultado el 26 de abril de 2008.

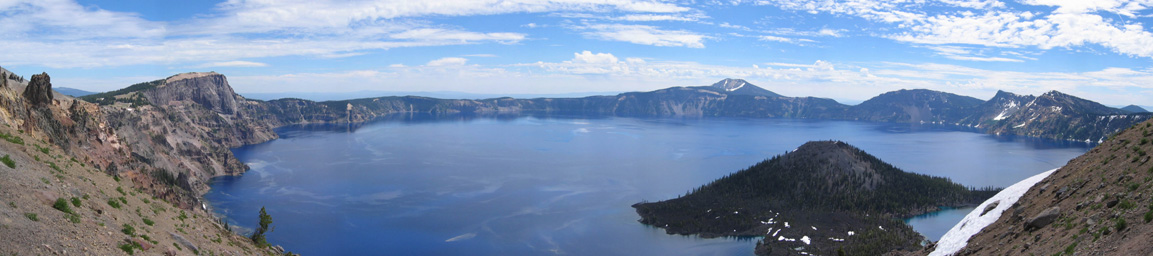
Vista panorámica del lago.